# 赫維茲矩陣
数学上的赫維茲矩陣或赫尔维茨矩陣（Hurwitz matrix）或劳斯–赫尔维茨矩陣（Routh–Hurwitz matrix），或是工程學中穩定性矩陣，都是結構化的實數方块矩阵，由實係數多項式的係數所組成。
另外，在工程学及穩定性理論中的赫維茲矩陣（Hurwitz matrix）或赫維茲穩定矩陣（Hurwitz stable matrix），是指每個特征值其實部都為負值的矩陣。

## 赫維茲矩陣和赫維茲穩定性準則
給定一個實係數的多項式
{\displaystyle p(z)=a_{0}z^{n}+a_{1}z^{n-1}+\cdots +a_{n-1}z+a_{n}}
則{\displaystyle n\times n}方块矩阵
{\displaystyle H={\begin{pmatrix}a_{1}&a_{3}&a_{5}&\dots &\dots &\dots &0&0&0\\a_{0}&a_{2}&a_{4}&&&&\vdots &\vdots &\vdots \\0&a_{1}&a_{3}&&&&\vdots &\vdots &\vdots \\\vdots &a_{0}&a_{2}&\ddots &&&0&\vdots &\vdots \\\vdots &0&a_{1}&&\ddots &&a_{n}&\vdots &\vdots \\\vdots &\vdots &a_{0}&&&\ddots &a_{n-1}&0&\vdots \\\vdots &\vdots &0&&&&a_{n-2}&a_{n}&\vdots \\\vdots &\vdots &\vdots &&&&a_{n-3}&a_{n-1}&0\\0&0&0&\dots &\dots &\dots &a_{n-4}&a_{n-2}&a_{n}\end{pmatrix}}.}
即為對應多項式{\displaystyle p}的赫維茲矩陣，此多項式是阿道夫·赫維茲在1895年提出的，他提到 實係數多項式是穩定多項式（所有的根實部都為負值）若且唯若赫維茲矩陣的所有矩陣的首主序子式{\displaystyle H(p)}均為正：
{\displaystyle {\begin{aligned}\Delta _{1}(p)&={\begin{vmatrix}a_{1}\end{vmatrix}}&&=a_{1}>0\\[2mm]\Delta _{2}(p)&={\begin{vmatrix}a_{1}&a_{3}\\a_{0}&a_{2}\\\end{vmatrix}}&&=a_{2}a_{1}-a_{0}a_{3}>0\\[2mm]\Delta _{3}(p)&={\begin{vmatrix}a_{1}&a_{3}&a_{5}\\a_{0}&a_{2}&a_{4}\\0&a_{1}&a_{3}\\\end{vmatrix}}&&=a_{3}\Delta _{2}-a_{1}(a_{1}a_{4}-a_{0}a_{5})>0\end{aligned}}}
以下省略。
子式{\displaystyle \Delta _{k}(p)}稱為赫維茲判別式。

## 赫維茲穩定矩陣
在工程学及穩定性理論中，方块矩阵{\displaystyle A}稱為穩定矩陣（stable matrix）、赫維茲矩陣（Hurwitz matrix）若矩阵{\displaystyle A}的每個特征值其實部都為負值，也就是
{\displaystyle \mathop {\mathrm {Re} } [\lambda _{i}]<0\,}
針對每個特征值{\displaystyle \lambda _{i}}。矩陣{\displaystyle A}也稱為穩定性矩陣（stability matrix），因為若上述條件成立以下的常微分方程
{\displaystyle {\dot {x}}=Ax}
是漸近穩定，當{\displaystyle t\to \infty }時，{\displaystyle x(t)\to 0}。
若{\displaystyle G(s)}是（矩陣型的）传递函数，此传递函数稱為赫維茲传递函数的條件是若{\displaystyle G}中所有元素的极点都有負的實部。此條件不需要{\displaystyle G(s)}在特定的{\displaystyle s}下為赫維茲矩陣，{\displaystyle G(s)}也不需要是方陣。
赫維茲传递函数和赫維茲矩陣的關係如下：若{\displaystyle A}是赫維茲矩陣，則以下的动力系统
{\displaystyle {\dot {x}}(t)=Ax(t)+Bu(t)}
{\displaystyle y(t)=Cx(t)+Du(t)\,}
有赫維茲传递函数。
任何連續动力系统的雙曲不动点（或平衡点）都有局部李雅普诺夫稳定性若且唯若动力系统的雅可比矩阵在不动点處是赫維茲穩定。
赫維茲穩定矩陣是控制理论中重要的內容之一。一系統穩定的條件是其控制矩陣為赫維茲穩定矩陣，矩陣特徵值的負實部表示是负反馈。若其中有任何一個的實部為正，表示系統有正回饋，此系統不穩定。

## 外部連結
- . PlanetMath.